# Martin Trnovský
Martin Trnovský (* 7. června 2000, Bratislava) je slovenský fotbalový brankář a bývalý mládežnický reprezentant, od roku 2018 hráč A-týmu slovenského mužstva ŠK Slovan Bratislava. V minulosti nastupoval za slovenskou reprezentaci do 17 a 18 let.

## Klubová kariéra

### ŠK Slovan Bratislava
Je odchovancem Slovanu Bratislava, kde začal svoji fotbalovou kariéru. V červnu 2018 se zapojil společně s dalšími hráči z žákovské akademie Slovanu, konkrétně s Davidem Strelcem, Samuelem Kozlovským a Davidem Hrnčárem, do přípravy A-týmu „belasých“ na ročník 2018/19, pokračoval však v dorostu a zároveň chytal za juniorku neboli rezervu, které na jaře 2019 pomohl k postupu do druhé nejvyšší soutěže. Za ni nastupoval i v následující sezoně, avšak představil se také v Lize mistrů s „belasým“ výběrem do 19 let. 

#### Sezóna 2019/20
Ligový debut v dresu prvního týmu absolvoval ve 26. kole hraném 4. července 2020 proti Zemplínu Michalovce, Slovan zvítězil doma 4:0 a Trnovský si tak při premiéře připsal i své první čisté konto za „áčko“. Jednalo se o jeho jediný ligový start v sezoně. Se Slovanem na jaře 2020 získal mistrovský titul, který mužstvo obhájilo z předešlé sezony 2018/19. Slovan Bratislava v sezoně 2019/20 získal i ligový pohár a i když Trnovský za něj v tomto ročníku neodehrál žádný pohárový zápas, přísluší medaile za tento úspěch i jemu, protože byl tehdy součástí tohoto celku. 

#### Sezóna 2020/21
Součástí "áčka" byl i v následujícím ročníku, a proto mu náleží zisk doublu, který klub poprvé ve své historii dokázal obhájit.

#### Sezóna 2021/22
V sezoně 2021/22 byl součástí mužstva, které získalo čtvrtý titulu v řadě, což Slovan dokázal jako první v historii slovenského fotbalu.

#### Sezóna 2022/23
Na jaře 2023 nastoupil za Slovan k osmifinále Evropské konferenční ligy UEFA 2022/2023, kde však se spoluhráči vypadli po penaltovém rozstřelu se švýcarským klubem FC Basilej. V květnu téhož roku podepsal s vedením nový tříletý kontrakt platný do léta 2026. Na konci ročníku získal se Slovanem Bratislava titul, který byl pro tým již historicky pátý v řadě.

#### Sezóna 2023/24
Se Slovanem Bratislava se představil v základní skupině A Evropské konferenční ligy UEFA 2023/2024, kde v konfrontaci s mužstvy Lille OSC (Francie) - (prohra 1:2 venku a remíza 1:1 doma), NK Olimpija Lublaň (Slovinsko) - (výhra 1:0 venku a prohra 1:2 doma) a KÍ Klaksvík (Faerské ostrovy) - (výhry doma i venku 2:1). skončili se svým zaměstnavatelem se ziskem deseti bodů na druhém místě tabulky a podruhé za sebou postoupili do jarní vyřazovací části této soutěže. V ní však vypadli se spoluhráči již v šestnáctifinále po prohrách 1:4 venku a 0:1 doma se Sturmem Graz z Rakouska. Celkem v této sezoně pohárové Evropy odchytal Trnovský necelé dva zápasy. Nekompletní, jelikož v prvním z nich střídal proti Lublani vyloučeného Milana Borjana. V jarní části ročníku 2023/2024 pomohl Slovanu Bratislava k šestému ligovému titulu v řadě a celkově jubilejnímu 30. v historii týmu.

#### Sezóna 2024/25
Se Slovanem se na podzim 2024 poprvé v historii mužstva dostal do hlavní části Ligy mistrů UEFA 2024/2025, v předkolech tohoto Evropského poháru však nastoupil jen ke dvoum utkáním. V ligové fázi tehdy hrající se novým formátem nehrál. Jeho spoluhráči v konfrontaci s mužstvy Manchester City FC (Anglie) - (prohra 0:4 doma), FC Bayern Mnichov (Německo) - (prohra 1:3 venku), Atlético Madrid (Španělsko) - (prohra 1:3 venku), AC Milán (Itálie) - (prohra 2:3 doma), GNK Dinamo Záhřeb (Chorvatsko) - (prohra 1:4 doma), Celtic FC (Skotsko) - (prohra 1:5 venku), VfB Stuttgart (Německo) - (prohra 1:3 doma) a Girona FC (Španělsko) - (prohra 0:2 venku) skončili v konečné tabulce složené ze všech klubů postoupivších do ligové fáze na 35. místě a do vyřazovací fáze nepostoupili. Na jaře 2025 vybojoval se Slovanem Bratislava po domácí výhře 4:3 nad celkem MŠK Žilina sedmý ligový titul v řadě.

## Klubové statistiky
Aktuální k 18. květnu 2025
| Sezona    | Klub                   | Soutěž       | Zápasy | Góly | Nuly |
| --------- | ---------------------- | ------------ | ------ | ---- | ---- |
| 2018/2019 | ŠK Slovan Bratislava   | Fortuna liga | 0      | 0    | 0    |
| 2019/2020 | ŠK Slovan Bratislava   | Fortuna liga | 1      | 0    | 1    |
| 2020/2021 | ŠK Slovan Bratislava B | 2. liga      | 1      | 0    | 0    |
| 2021/2022 | ŠK Slovan Bratislava B | 2. liga      | 12     | 0    | 1    |
| 2022/2023 | ŠK Slovan Bratislava   | Fortuna liga | 14     | 0    | 6    |
| 2023/2024 | ŠK Slovan Bratislava   | Niké liga    | 7      | 0    | 4    |
| 2024/2025 | ŠK Slovan Bratislava   | Niké liga    | 9      | 0    | 3    |
| 2025/2026 | ŠK Slovan Bratislava   | Niké liga    |        |      |      |